# Kubrat, Bulgaria
Kubrat (în bulgară Кубрат) este un oraș în comuna Kubrat, regiunea Razgrad,  Bulgaria. 

## Demografie
Componența etnică a orașului Kubrat
     Nicio identificare (8,36%)
     Bulgari (58,11%)
     Turci (27,28%)
     Romi (5,85%)
     Altele (0,39%)
La recensământul din 2011, populația orașului Kubrat era de 7.379 locuitori. Din punct de vedere etnic, majoritatea locuitorilor (58,11%) erau bulgari, existând și minorități de turci (27,28%) și romi (5,85%). Pentru 8,36% din locuitori nu este cunoscută apartenența etnică.